# Kurumalai
Il cane Kurumalai è un cane da caccia tipo levriero che ha origine nel villaggio omonimo del distretto di Tirunelveli nel Tamil Nadu.

## Caratteristiche
Il cane Kurumalai ha il pelo corto, ed è alto circa 60 cm e con un peso di circa 30 km questo cane, come altri levrieri, è usato per cacciare lepri e antilopi.
È in cane molto agile, di solito ha un mantello bruno-nerastro; occasionalmente si possono vedere esemplari tigrati. 
Alcuni allevatori ritengono sia un variante del Cane Chippiparai.